# Marxa de la Mort Carolina

La campanya d'Armfeldt a Trøndelag, 1718-1719. Les dates són segons el calendari julià.

La Marxa de la Mort Carolina o la Catàstrofe de Øyfjellet és com es coneix la retirada desastrosa d'un exèrcit de Carolians suecs sota el comandament de Carl Gustaf Armfeldt a través de la serralada de Tydal a la regió de Trøndelag als voltants de l'any nou de 1718-1719.

## Antecedents
El 1718, després d'unes quantes derrotes a la Gran Guerra del Nord, Suècia havia perdut els seus territoris orientals a mans de Rússia. Massa debilitat per reconquerir aquests territoris, Carles XII de Suècia planejà un atac contra Noruega per forçar el rei Danonoruec Frederic IV de Dinamarca a grans concessions en les posteriors negociacions de pau.
Després de la derrota a Storkyro, el tinent-general Carl Gustaf Armfeldt s'havia retirat a l'àrea de Gävle amb el debilitat l'exèrcit de Finlàndia. Se li ordenà que fes un atac de diversió des de Jämtland cap a Trondheim a Trøndelag amb els seus soldats pobrament equipats. Després de reunir un exèrcit de 10,000 soldats a Duved, marxà cap a Noruega el 29 d'agost de 1718. Quatre mesos més tard, la campanya a Trøndelag havia fracassat: els defensors de Trondheim havien resistit davant les tropes d'Armfeldt. L'exèrcit de 10,000 suecs s'havia reduït al voltant de 6,000 homes, esgotats i mal alimentats i mal vestits. El mal temps feia impossible reaprovisionar les tropes des de Suècia, d'aquesta manera l'exèrcit havia de viure del que pogués obtenir, provocant un gran sofriment a la població civil noruega.
Tropes d'Armfeldt
Regiment d'Infanteria d'Åbo: 470 homes
Regiment d'Infanteria de Björneborg: 255 homes
Regiment d'Infanteria de Tavastehus: 640 homes
Regiment d'Infanteria de Nyland: 400 homes
Regiment d'Infanteria d'Österbotten: 910 homes
Regiment d'Infanteria de Viborg: 110 homes
Regiment d'Infanteria de Savolax: 450 homes
Batalló de Recluta Finlandès: 140 homes
Batalló de Helsinge: 650 homes
Regiment de Jämtland: 1285 homes
Companyia Lliure del Capità Långström: 70 homes
Després de la mort de Carles XII (30 de novembre al calendari julià, 11 de desembre al calendari gregorià, de 1718) durant el Setge de Fredriksten, totes les forces sueques a Noruega reberen l'ordre de retida cap a Suècia. Armfeldt rebé la notícia de la mort de Carles XII el 27 de desembre de 1718 (cal. julià)/ 7 de gener de 1719 (cal. gregorià), quan les seves forces eren a Haltdalen, Gauldal comptant amb aproximadament 6,000 homes. Decidí prendre la ruta més curta cap a Suècia: primer a través de les muntanyes fins a Tydal i des d'allà resseguir la serralada de Tydal retrocedint cap al fort de Hjerpe. Per ara l'hivern havia estat suau amb una escassa capa de neu, per això no es necessitaren esquís, però l'exèrcit estava pobrament proveït i s'esgotat per la campanya a Trøndelag.

## La sortida cap a Suècia
El  8 de gener de 1719 l'exèrcit deixà Haltdalen i marxà a Tydal, a una distància de gairebé 30 quilòmetres. A causa del fred, aproximadament, 200 homes morien a les muntanyes d'hipotèrmia. El dia  11 de gener, l'exèrcit d'Armfeldt s'aquarterà a les granges d'Ås i Østby a Tydal, gairebé 5,800 homes. Una avantguarda de 14 esquiadors s'envià a Jämtland per preparar l'arribada de contingent principal a Suècia.
L'exèrcit deixava Østby el matí del 12 de gener de 1719 (El Dia d'Any Nou segons el calendari suec), acompanyat pel guia noruec Lars Bersvendsen Østby, que havia estat coaccionat a ajudar l'enemic amb ostatges. Feia molt de fred, però no nevava. La distància fins al poble d'Handöl és d'aproximadament 55 quilòmetres. Amb bon temps l'exèrcit podria haver arribat a Jämtland després de dos dies de marxa.

## La tempesta
Aquella tarda es produí torb, provinent del nord-oest, que aixecà part de la neu acumulada. La pobra visibilitat i el fred forçaren Armfeldt a acampar a les muntanyes del nord d'Øyfjellet al costat del llac Essand. En un esforç desesperat per mantenir-se calents, els soldats calen foc a la vegetació, les seves pròpies armes i trineus, però l'efecte fou escàs, aproximadament 200 homes moriren congelats la primera nit.congelaven a mort aquesta nit d'estrena.
La tempesta continuava l'endemà, i la retirada es tornà caòtica mentre els soldats s'escampaven pels turons. La part principal de la tropa arribà la frontera sueca i acampà a Enaälven. S'obrí un forat al gel de l'Ena per veure en quina direcció fluïa l'aigua: en aquella direcció estava la salvació. Tanmateix, el temps violent continuava cobrant-se el seu peatge; molts dels cavalls de tir morien i tot l'equip fou abandonat a la muntanya. La tempesta encara s'estava desencadenant el  14 de gener quan les primeres tropes dirigides per Armfeldt arribaren a Handöl. La majoria dels supervivents arribaven a Handöl el  15 i 16 de gener. Aproximadament 3,000 homes moriren per esgotament o congelació. Durant la continuació fins a Duved, on l'allotjament havia estat arranjat per als soldats, moriren uns 700 homes més. Uns 600 dels 2.100 soldats que sobrevisqueren foren esguerrats de per vida.

## Seqüeles

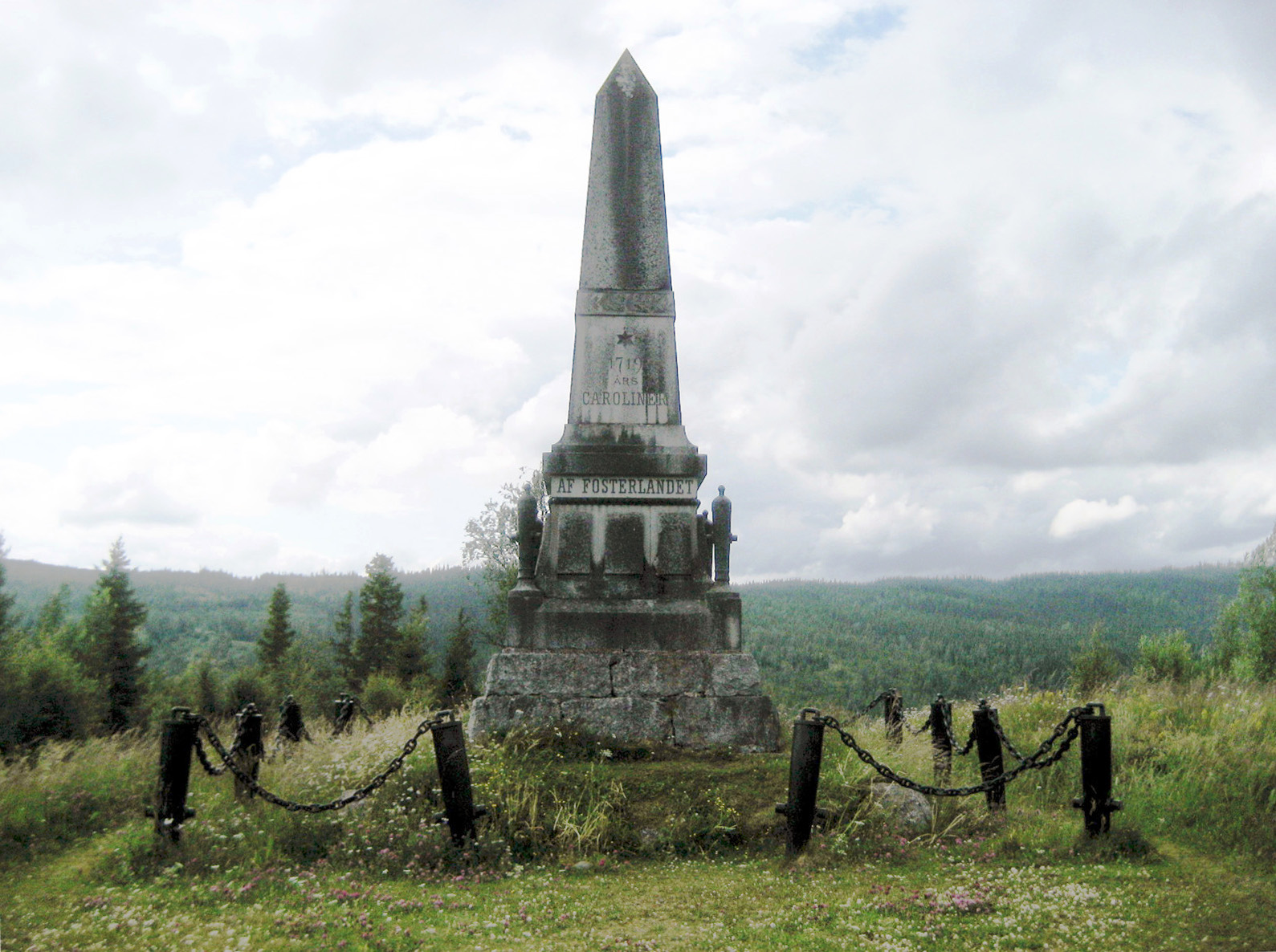
Karolinermonumentet, memorial a Duved commemorant Duved els Carolians morts durant la Marxa Carolina de la Mort.

El  18 de gener, el comandant noruec Emahusen seguí la pista de l'exèrcit suec i trobà centenars de Carolians morts. Els cavalls que encara eren vius corrien sense genets, mentre que d'altres estaven absolutament enterrats degut al pes dels trineus sobrecarregats, amb el conductor, amb una expressió envernissada, encara aguantava les regnes completament congelat.
Els noruecs capturaren molt botí aquell hivern. Trobaren centenars d'espases i rifles, i sis petits canons abandonats a la muntanya. Els habitants de la zona robaren als morts les botes, abrics, objectes de valor i armes.
Després que la gent acabés, llavors fou el torn dels carronyaires. Elz Llops, goluts i les guineus donaren bona compta dels cossos dels morts. Una llegenda local deia que durant molts anys les pistes i camins de muntanyes de la zona eren una de les millors àrees de cacera d'animals per la pell.